# Меган Шонессі
Меган Шонессі (англ. Meghann Shaughnessy, нар. 13 квітня 1979,  Ричмонд) — колишня американська професійна тенісистка.

## Фінали турнірів WTA

### Одиночний розряд 10 (6–4)
| Легенда: до 2009  | Легенда: починаючи з 2009 |
| ----------------- | ------------------------- |
| Турніри WTA (0/0) |                           |
| Tier I (0/0)      | Premier Mandatory (0/0)   |
| Tier II (1/3)     | Premier 5 (0/0)           |
| Tier III (1/1)    | Premier (0/0)             |
| Tier IV & V (4/0) | International (0/0)       |

| Результат | Ранг | Дата            | Турнір                                                     | Покриття   | Опонент                  | Рахунок       |
| Перемога  | 1.   | 22 жовтня 2000  | China Open (теніс), КНР                                    | Тверде (i) | Iroda Tulyaganova        | 7–6, 7–5      |
| Поразка   | 1.   | 4 березня 2001  | Scottsdale, США                                            | Тверде     | Ліндсі Девенпорт         | 2–6, 3–6      |
| Поразка   | 2.   | 6 травня 2001   | Гамбург, Німеччина                                         | Ґрунт      | Вінус Вільямс            | 3–6, 0–6      |
| Перемога  | 2.   | 23 вересня 2001 | Tournoi de Québec, Канада                                  | Килим (i)  | Іва Майолі               | 6–1, 6–3      |
| Поразка   | 3.   | 12 січня 2002   | Sydney International, Австралія                            | Тверде     | Мартіна Хінгіс           | 2–6, 3–6      |
| Перемога  | 3.   | 11 січня 2003   | Richard Luton Properties Canberra International, Австралія | Тверде     | Франческа Ск'явоне       | 6–1, 6–1      |
| Поразка   | 4.   | 19 лютого 2005  | Мемфіс, США                                                | Тверде (i) | Звонарьова Віра Ігорівна | 6–7(3–7), 2–6 |
| Перемога  | 4.   | 21 травня 2006  | Гран-прі принцеси Лалли Мер'єм, Марокко                    | Ґрунт      | Martina Suchá            | 6–2, 3–6, 6–3 |
| Перемога  | 5.   | 26 серпня 2006  | Forest Hills, США                                          | Тверде     | Anna Smashnova           | 1–6, 6–0, 6–4 |
| Перемога  | 6.   | 16 червня 2007  | Barcelona Ladies Open, Іспанія                             | Ґрунт      | Edina Gallovits          | 6–3, 6–2      |

### Парний розряд: 33 (17–16)
| Легенда: до 2009  | Легенда: починаючи з 2009 |
| ----------------- | ------------------------- |
| Турніри WTA (1/0) |                           |
| Tier I (5/4)      | Premier Mandatory (0/1)   |
| Tier II (4/5)     | Premier 5 (0/0)           |
| Tier III (5/1)    | Premier (2/2)             |
| Tier IV & V (0/2) | International (0/1)       |

| Результат | Ранг | Дата              | Турнір                                      | Покриття   | Партнер                  | Опоненти                                                       | Рахунок            |
| Поразка   | 1.   | 2 травня 1999     | Бол, Хорватія                               | Ґрунт      | Andreea Vanc             | Jelena Kostanić Michaela Paštiková                             | 5–7, 7–6(7–1), 2–6 |
| Поразка   | 2.   | 16 травня 1999    | Antwerp, Бельгія                            | Ґрунт      | Louise Pleming           | Laura Golarsa Катарина Среботнік                               | 4–6, 2–6           |
| Поразка   | 3.   | 22 жовтня 2000    | China Open (теніс)                          | Тверде (i) | Rita Grande              | Lilia Osterloh Тамарін Танасугарн                              | 5–7, 1–6           |
| Перемога  | 1.   | 5 листопада 2000  | Tournoi de Québec                           | Тверде (i) | Nicole Pratt             | Ельс Калленс Кімберлі По                                       | 6–3, 6–4           |
| Поразка   | 4.   | 6 січня 2001      | Brisbane International, Австралія           | Тверде     | Katie Schlukebir         | Giulia Casoni Janette Husárová                                 | 6–7, 5–7           |
| Поразка   | 5.   | 4 березня 2001    | Scottsdale                                  | Тверде     | Кім Клейстерс            | Ліза Реймонд Ренне Стаббс                                      | w/o                |
| Перемога  | 2.   | 13 травня 2001    | German Open, Німеччина                      | Ґрунт      | Ельс Калленс             | Кара Блек Лиховцева Олена Олександрівна                        | 6–4, 6–3           |
| Поразка   | 6.   | 14 жовтня 2001    | Porsche Tennis Grand Prix, Німеччина        | Тверде (i) | Жустін Енен              | Ліндсі Девенпорт Ліза Реймонд                                  | 4–6, 7–6(7–4), 5–7 |
| Перемога  | 3.   | 5 січня 2002      | Brisbane International                      | Тверде     | Жустін Енен              | Åsa Carlsson Міріам Ореманс                                    | 6–1, 7–6(8–6)      |
| Поразка   | 7.   | 13 жовтня 2002    | Porsche Tennis Grand Prix                   | Тверде (i) | Паола Суарес             | Ліндсі Девенпорт Ліза Реймонд                                  | 2–6, 4–6           |
| Перемога  | 4.   | 5 жовтня 2003     | Кубок Кремля, Росія                         | Килим (i)  | Петрова Надія Вікторівна | Мискіна Анастасія Андріївна Звонарьова Віра Ігорівна           | 6–3, 6–4           |
| Поразка   | 8.   | 17 січня 2004     | Sydney International                        | Тверде     | Сафіна Дінара Мубінівна  | Кара Блек Ренне Стаббс                                         | 5–7, 6–3, 4–6      |
| Перемога  | 5.   | 4 квітня 2004     | Мастерс Маямі, США                          | Тверде     | Петрова Надія Вікторівна | Кузнецова Світлана Олександрівна Лиховцева Олена Олександрівна | 6–2, 6–3           |
| Перемога  | 6.   | 11 квітня 2004    | Amelia Island Championships, США            | Ґрунт      | Петрова Надія Вікторівна | Myriam Casanova Алісія Молік                                   | 3–6, 6–2, 7–5      |
| Перемога  | 7.   | 9 травня 2004     | German Open                                 | Ґрунт      | Петрова Надія Вікторівна | Janette Husárová Кончіта Мартінес                              | 6–2, 2–6, 6–1      |
| Перемога  | 8.   | 16 травня 2004    | Мастерс Рим, Італія                         | Ґрунт      | Петрова Надія Вікторівна | Вірхінія Руано Паскуаль Паола Суарес                           | 2–6, 6–3, 6–3      |
| Перемога  | 9.   | 25 липня 2004     | LA Women's Tennis Championships, США        | Тверде     | Петрова Надія Вікторівна | Кончіта Мартінес Вірхінія Руано Паскуаль                       | 6–7(2–7), 6–4, 6–3 |
| Перемога  | 10.  | 28 серпня 2004    | Connecticut Open, США                       | Тверде     | Петрова Надія Вікторівна | Мартіна Навратілова Ліза Реймонд                               | 6–1, 1–6, 7–6(7–4) |
| Перемога  | 11.  | 15 листопада 2004 | Чемпіонат WTA                               | Тверде     | Петрова Надія Вікторівна | Кара Блек Ренне Стаббс                                         | 7–5, 6–2           |
| Поразка   | 9.   | 19 березня 2005   | Мастерс Індіан-Веллс, США                   | Тверде     | Петрова Надія Вікторівна | Вірхінія Руано Паскуаль Паола Суарес                           | 6–7(3–7), 1–6      |
| Перемога  | 12.  | 18 вересня 2005   | Commonwealth Bank Tennis Classic, Індонезія | Тверде     | Анна-Лена Гренефельд     | Янь Цзи Чжен Цзє                                               | 6–3, 6–3           |
| Перемога  | 13.  | 7 січня 2006      | Brisbane International                      | Тверде     | Сафіна Дінара Мубінівна  | Кара Блек Ренне Стаббс                                         | 6–2, 6–3           |
| Перемога  | 14.  | 5 березня 2006    | Abierto Mexicano TELCEL, Мексика            | Ґрунт      | Анна-Лена Гренефельд     | Shinobu Asagoe Émilie Loit                                     | 6–1, 6–3           |
| Поразка   | 10.  | 18 березня 2006   | Мастерс Індіан-Веллс, США                   | Тверде     | Вірхінія Руано Паскуаль  | Ліза Реймонд Саманта Стосур                                    | 2–6, 5–7           |
| Поразка   | 11.  | 16 квітня 2006    | Volvo Car Open, США                         | Тверде     | Вірхінія Руано Паскуаль  | Ліза Реймонд Саманта Стосур                                    | 6–3, 1–6, 1–6      |
| Поразка   | 12.  | 6 серпня 2006     | Southern California Open, США               | Тверде     | Анна-Лена Гренефельд     | Кара Блек Ренне Стаббс                                         | 2–6, 2–6           |
| Перемога  | 15.  | 12 січня 2007     | Sydney International                        | Тверде     | Анна-Лена Гренефельд     | Маріон Бартолі Meilen Tu                                       | 6–3, 3–6, 7–6(7–2) |
| Поразка   | 13.  | 20 лютого 2010    | Мемфіс, США                                 | Тверде (i) | Бетані Маттек-Сендс      | Ваня Кінг Міхаелла Крайчек                                     | 5–7, 2–6           |
| Перемога  | 16.  | 23 травня 2010    | Warsaw Open, Польща                         | Ґрунт      | Вірхінія Руано Паскуаль  | Кара Блек Янь Цзи                                              | 6–3, 6–4           |
| Поразка   | 14.  | 28 серпня 2010    | Connecticut Open                            | Тверде     | Бетані Маттек-Сендс      | Квета Пешке Катарина Среботнік                                 | 5–7, 0–6           |
| Перемога  | 17.  | 13 лютого 2011    | Open GDF Suez, Франція                      | Тверде (i) | Бетані Маттек-Сендс      | Віра Душевіна Катерина Макарова                                | 6–4, 6–2           |
| Поразка   | 15.  | 19 березня 2011   | Мастерс Індіан-Веллс                        | Тверде     | Бетані Маттек-Сендс      | Саня Мірза Олена Весніна                                       | 0–6, 5–7           |
| Поразка   | 16.  | 10 квітня 2011    | Volvo Car Open                              | Ґрунт      | Бетані Маттек-Сендс      | Саня Мірза Олена Весніна                                       | 4–6, 4–6           |